# سفارة مصر في أذربيجان
سفارة مصر في أذربيجان هي أرفع تمثيل دبلوماسي لدولة مصر لدى أذربيجان. تقع السفارة في باكو وهي تهدف لتعزيز المصالح المصرية في أذربيجان.

## وصلات خارجية
- قائمة سفارات مصر
- قائمة السفارات في أذربيجان